# Буубу Мууса
Буубу Мууса (Бубакара Муса) (*д/н —бл. 1730) — сатігі (імператор) держави Фута-Торо в 1721—1724 роках. Відомий також як Абу Муса. В джерелах його часто плутають з його сином Конко, або розглядають як одну особу.

## Життєпис
Походив з династії Даніанке. Син сатігі Самби Бойї. 1707 року останнього було повалено зведеним братом Самба Геладжегі. 1718 року разом зі своїми синами Конко, Суле Джааєм та Сір Гармі повстав проти останнього, якого вдалося повалити того ж року. 
Втім затвердитися на троні Бууба Мууса зміг лише 1721 року після перемоги над Бубакаром Сіре, що спирався на марокканців.
1724 року проти нього за підтримки емірату Бракна виступив стриєчний брат Самба Геладжегі, який зумів захопити трон. Втім Бууба Мууса до самої смерті, що настала близько 1730 року, продовжив боротьбу Наслідком цього був загальний хаос та початок занепаду держави.